# 1694
1694 (MDCXCIV) je bilo navadno leto, ki se je po gregorijanskem koledarju začelo na petek, po 10 dni počasnejšem julijanskem koledarju pa na ponedeljek.

## Dogodki
- 1. januar

## Rojstva
- 4. junij - François Quesnay, francoski ekonomist († 1774)
- 8. avgust - Francis Hutcheson, anglo-irski filozof († 1746)
- 16. avgust - Réginald Outhier, francoski kartograf, opat († 1774)
- 21. november - François-Marie Arouet - Voltaire, francoski pisatelj, filozof († 1778)

## Smrti
- 6. avgust - Antoine Arnauld, francoski rimokatoliški teolog, filozof in matematik (* 1612)
- 13. oktober - Samuel von Pufendorf, nemški pravnik, filozof, zgodovinar, državnik (* 1632)
- 25. november - Ismael Bullialdus, francoski astronom (* 1605)
- 28. november - Macuo Bašo, japonski pesnik in pisec potopisov (* 1644)
- - Jošikava Koretaru, japonski šintoistični učenjak (* 1616)